# Sphaeorrhinus
Sphaeorrhinus är ett släkte av skalbaggar. Sphaeorrhinus ingår i familjen vivlar.
Kladogram enligt Catalogue of Life:
| Sphaeorrhinus | \| \| Sphaeorrhinus pallescens \| \| \| \| \| \| Sphaeorrhinus sordidus \| \| \| \| |
|               | \| \| Sphaeorrhinus pallescens \| \| \| \| \| \| Sphaeorrhinus sordidus \| \| \| \| |
|               | Sphaeorrhinus pallescens                                                            |
|               |                                                                                     |
|               | Sphaeorrhinus sordidus                                                              |
|               |                                                                                     |